# Hybrid Engage Records
Hybrid Engage Recordsは、日本のネットレーベルである。略称は「HER」。
電子音楽、EDMなどの曲をリリースしており、それぞれの曲を【HER Release】としてYouTubeに公開している。また、公式ホームページよりフリー楽曲をダウンロードすることも可能である。加盟人数は80人余り。